# アルペンローゼ (漫画)
『アルペンローゼ』（Alpenrose）は、赤石路代による日本の漫画作品。

## 概要
小学館発行の『ちゃお』にて1983年から1986年まで連載された。フラワーコミックス全9巻。FCDX全4巻。タイトルのアルペンローゼは、ドイツ語で「アルプスのバラ」を意味する。
1985年には『炎のアルペンローゼ ジュディ&ランディ』（ほのおのアルペンローゼ -）の題名でテレビアニメ化もされた。

## 登場人物

### 主要人物
ジュディ
声 - 鷹森淑乃
本作の主人公。本名は「アリシア・ブレンデル」。長い金髪、緑の瞳。原作では、ベルンでグールモン伯爵から逃げるためにショートカットにし、第一部終了までこの髪型でいた。誕生日は1926年2月15日、オーストリア・ザルツブルク生まれ。特技はワルツ。
第1部（フラワーコミックス1巻～5巻）：6歳の時に飛行機事故で両親と離ればなれになり、一人で花畑で倒れていた。ランディと出会い「ジュディ」という名前をつけてもらう。ジュディとはフランス語で「木曜」の意味で、ランディとジュディが出会った日が春の木曜日だったことから由来している。6歳以前の記憶を失っており、彼女の記憶に関わるのは、オウムのプランタンが覚えていた「アルペンロゼ（アルペンローゼを上手く発音できていない）」という言葉のみ。原作では、ランディのおじ夫妻が後見人となり、酒屋で奉公していたが、後にグールモン伯爵との出会いがジュディとランディの運命を変えることになる。グールモン伯爵に狙われ伯爵邸に攫われたジュディを救出に来たランディと共に激流に飛び込んで脱出。流れ着いた下流の干し草小屋に気を失ったランディを連れて避難し、凍えたランディの身体を自身が全裸になって人肌で温めた。その後失くした記憶と両親を探すため、ランディと共に旅に出る。数々の困難を乗り越え、1939年10月に父・フリードリヒとチューリヒで再会するが、父はポーランドで受けた傷が元で翌日亡くなる。父の遺言を伝えに、母・エレーヌが住むヴォー州のデュナン家へたどり着いたが、そこにはトロンシャン親子の陰謀が渦巻いていた。ジュディとランディが現われたことによりその陰謀は露見し、ギザン将軍の協力を得てトロンシャン親子からデュナン家を救い、ジュディはエレーヌと母娘の再会を果たした。
第2部（フラワーコミックス6巻～9巻）：ランディや母、祖父母と幸せに暮らしていたが、ある時ランディが誰にも告げずに旅に出てしまう。待てど暮らせど帰ってこないランディを探しに、レオンと二人でパリへ行き、そこでロバート達の協力を得てランディを探す。ランディ達と共にパリから戻ってからは、グールモン伯爵の「ギザン将軍暗殺計画」を阻止するために奔走した。その後看護学校に行き、看護婦として病院に勤め始める。
1945年10月、ランディと結婚。原作者・赤石路代の同人誌「碧玉夜想曲（エメラルド・ノクターン）」では、ジュディ達のその後が小説で書かれており、ジュディは妊娠中であることが判明している。
TVアニメでは、6歳の時からシオンの赤十字病院で看護婦をしていた。
ランディ・コルトー
声 - 難波圭一
アルプス山中で牧童をしていた少年。1925年10月3日スイス生まれ。茶色の髪、茶色の瞳。性格は優しく、勇敢、困っている人には常に手を差し伸べる。ジュディの恋人。
両親は7歳になる前に死亡。その後はスイス・シオン近郊のおじ夫妻の家に居候する。7歳の時、ジュディと運命的な出会いをして以来ずっと愛している。14歳の時、ジュディと一緒にジュディの両親探しの旅に出る。ジュディが母エレーヌと再会した後は、デュナン家に居候する。
1940年2月（第2部）、自分に兄がいることを知り、ジュディたちに黙って単身パリへ旅立つ。同年6月、兄ジャン＝ジャックを連れてデュナン家に帰還。グールモン伯爵が計画した「ギザン将軍暗殺」からギザン将軍を守るため、兄・ジャン＝ジャックの銃口の前に立ち、瀕死の重傷を負うが、ジャン＝ジャックから大量の輸血を受け、危機を脱する。その後、医者になる。1945年10月、ジュディと結婚。
レオンハルト・アッシェンバッハ
声 - 井上和彦
オーストリアの天才音楽家。愛称は「レオン」。誕生日1923年8月1日。オーストリア・ザルツブルク生まれ。長い金髪・青い瞳が特徴（アニメでは紫の髪、紫の瞳）。「アルペンローゼ」の作曲者。
類稀な音楽の才能を持ち、幼い頃から「モーツァルトの再来」と呼ばれる。追手をまくために女装して（原作では3巻と6巻の計2回、アニメでは第8話のみの1回）違和感を持たれないほどの美形。
6歳以前のジュディを知る数少ない人物。両親が反ナチ活動をしていたことと、レオン自身も反ナチであるため、ナチから監視されていたが、秘密裏に作曲活動を続けていた。1939年、ナチ主催のコンサートで新曲「オーストリア交響曲」が初演された際、第三楽章に反ナチの歌である「アルペンローゼ」の旋律を組み込み、演出に仕掛けを施してスイスへ亡命した事件が世間の知るところとなり、「反ナチの英雄」と呼ばれ、後にナチの暗殺対象とされる。
行動を共にしている内にジュディに想いを寄せるようになる。彼女の中のランディの存在の大きさを知りつつも告白したが振られ、以後2人とは良き友人として付き合う。ランディが瀕死の重傷を負った際、沈んでいるジュディを励ますため、ラジオから「アルペンローゼ」の三番を即興で弾き語る。1945年10月のジュディとランディの結婚式にオーケストラ付きで出席する。アニメ版第20話（最終話）では、ザルツブルクへ帰って作曲している場面がある。
コンサートで最初に「アルペンローゼ」を歌った女性で後にソプラノ歌手となったエバ・フィッシャーと知り合い、ハインリヒと知己である彼女の口からハインリヒがヒトラー暗殺に失敗して処刑されたことを聞くまで友人の死を知らなかった。
ジョルジュ・ド・グールモン伯爵
声 - 池田秀一
フランスの伯爵。
ナチスに対し資金面で協力しているため、動乱の欧州にあっても行動の自由を得ている。エレーヌとは親の決めた許婚同士で、伯爵自身はエレーヌに熱烈な想いを抱いていたが振られ、フランソワーズと結婚した。しかし、その後もエレーヌを手に入れることを望み、エレーヌに似たジュディを執拗に追跡したり、エレーヌを手に入れたいがためにスイス征服を企む。その手段として「ギザン将軍暗殺」を目論んだが失敗。精神的に追い詰められ、ジュディをエレーヌと間違えるほどエレーヌを追い求めた末、ボートの事故で行方不明になる。アニメ第20話（最終回）では、「ギザン将軍暗殺計画」に失敗、茫然自失していずこかへと去っていく。
ジャン・ジャック・コルトー
声 - 速水奨
ランディの兄。ドイツ名は「アルフレード・シュトラッサー」。誕生日は1921年8月6日。
育ての母ルイーズとは姉弟か恋人のように仲が良かった。ナチス占領下で異議を唱えることは自殺行為だと理解できず、家族を守るために素通りした養父を蔑む言動をして養父母の破綻の一因となった。長い間自分の出自を知らずに育ち、それを知った後に実の両親に「助けて下さい、お父さん、お母さん」という手紙を送ったが、コルトー夫妻はその時すでに死去しており、手紙は届かなかった。その後精神的に荒み、ナイフの腕を見込まれてグールモン伯爵に雇われ、伯爵の部下「タランチュラ」として違法行為や暗殺に手を染める。
止むを得ない状況だったとはいえ「助けてもらえなかった」という思いからか、彼を兄として受け入れようとするランディを嘲笑し続けていた。しかしギザン将軍の暗殺を遂行しようとした際、ライフルの前に飛び出し撃たれてまで暗殺を妨害したランディを目の当たりにしたことで、頑なだった心に変化が起き、ランディを弟として認識、彼に自分の血液を大量に輸血させた。
ボートの事故でグールモン伯爵をかばい、生死不明となっていたが、ランディとジュディの結婚式の際、アルペンローゼのブーケをジュディに贈り、その生存を示唆した。アニメでは、第18話でレオンの話に心を揺さぶられ、グールモン伯爵と決別していずこかへ去っていった。髪の色は原作では茶色だが、アニメでは金髪。

### ジュディの家族とその関係者
フリードリヒ・ブレンデル
声 - 仲村秀生
ジュディの父親。職業は政治家。金髪・緑の瞳。1902年ウィーン生まれ。「アルペンローゼ」の作詞者。
反ナチ主義者。1932年の襲撃事件でスイスへ亡命する途中、飛行機事故で一家離散してしまう。事故から奇跡的に助かるが重傷を負い、何ヶ月も入院生活していた。回復してからデュナン家に何度か赴き、エレーヌに会わせてくれと頼んだが、ジャックやトロンシャンの妨害により1度も会えなかった上、トロンシャンがエレーヌに（文字の練習と偽って）書かせた「別れの詩」を、エレーヌからの別れのメッセージとして渡されたことですべてに絶望し、死ぬためにポーランド戦線に行き重傷を負う。ロバートにポーランドの野戦病院で出会い、それがきっかけでジュディと再会するが、翌日に死亡（37歳没）。ワルツが得意で、幼少時のジュディにワルツを教えていた。なお死亡場所は、原作ではスイス・チューリヒのルーデンドルフ家。アニメではスイス国境近くのオーストリアの療養所となっている。
エレーヌ・ブレンデル
声 - 宗形智子
ジュディの母親。旧姓デュナン。1904年スイス・ヴォー州生まれ。金髪・緑の瞳。特技はピアノ。
フリードリヒと愛し合い親同士が決めた婚約者のグールモン伯爵を避けてしまい、避ける内に彼も諦めるだろうと思ったものの逆にグールモン伯爵の恋心を煽る結果を招く。そうとは気づかずに親の猛反対を押し切ってフリードリヒと結婚。1926年にアリシアを生む。1932年スイスへ亡命する際の飛行機事故で失明する。
飛行機事故後は実家のデュナン家に戻っていた。夫・フリードリヒが飛行機事故に死んだと聞かされており、トロンシャンが連れて来た彼の娘マチルダを自分の娘だと思い込まされていた。偽の娘扱いされたジュディがデュナン家を追い出される際にエレーヌにあてた手紙は、事故前にフリードリヒが作詞していた「アルペンローゼ」の二番の歌詞だった。追い出されたジュディを探すためにランディも去った後、トロンシャン父娘の会話を立ち聞きし、事の真相を知る。ジュディ、ランディ、ギザン将軍によりトロンシャンは逃走し、晴れて本当の娘であるジュディと再会を果たす。
第2部ではグールモン伯爵に「ギザン将軍の暗殺をやめてほしかったら自分のものになれ」と迫られ、応じてしまいそうになる一幕もあった（実際には暗殺は失敗したが、暗殺成功の偽情報がもたらされたことで、彼女は結局伯爵を拒絶した）。
ジャック・デュナン
声 - 藤本譲
ジュディの祖父。慈善事業家。頑固な性格。
ギザン将軍の昔からの親友。一人娘のエレーヌをグールモン伯爵と結婚させようとしたが、エレーヌに家出されて破談となる。親友・ギザン将軍が家出の手伝いをしたのを恨んで絶交、その結果心が歪んでしまい、その心の隙をトロンシャンに付け入られた。1932年の飛行機事故でエレーヌが失明したことで、エレーヌの夫であるフリードリヒに対しての憎悪が増す（これもトロンシャンの策略）。フリードリヒがエレーヌに会いに来る度に追い返していた。ジュディがデュナン家を訪れた際、かなり冷たい態度で対応していたが、エレーヌにそっくりなジュディを見て心が動き始める。真相を知ったエレーヌがトロンシャンに詰め寄ったことで、彼の目的がデュナン家乗っ取りであると知り愕然となるが、ランディのおかげで乗っ取りは阻止され、長年絶交していたギザンとも和解する。
デュナン家が平和になってからは温和で優しい祖父という一面も出てきて、ランディのことは息子のように思っている。彼が医者になるために良い学校に入れようと考え、その許可を得るためにランディと一緒に彼のおじの家に行ったが、おじ夫妻はランディが継ぐはずだった財産を持って逃げてしまっており、その非常識さと強欲さに呆れ果てていた。
クリスチーヌ・デュナン
声 - 稲葉まつ子
ジュディの祖母。優しくて、芯がしっかりしている人。病院の手伝いに行くことが多い。
デュナン家の執事
デュナン家に長年仕える執事。初めてジュディを見た時に、あまりにもエレーヌに似ていることに動揺し、お茶をこぼしそうになった。
アンリ・ギザン
声 - 大平透
スイスの将軍で、実在の人物。「レッドウィットプラン」により、スイスをナチの手から守った国民的英雄。作中では、ジュディの祖父ジャックの親友。デュナン一家とは長い付き合いで、エレーヌを娘同然に思っていた。エレーヌの家出を支援したことで、ジャックと仲違いをしていたが、トロンシャンのデュナン家乗っ取り未遂事件をきっかけに和解する。
プランタン
声 - 勝生真沙子
ジュディのオウム。常にジュディと行動を共にする。物覚えが良く、おしゃべりが得意。重要なキーワードをジュディやランディに伝える役目を担うことが多く、ジュディの危機の時に活躍している。
エトゥアール
デュナン家の名馬。当主しか乗せないという気難しい馬。トロンシャン父娘がデュナン家乗っ取りの証として乗ろうとしたが乗せず、ジュディを捜すためにベルンのギザン将軍に協力を仰ぎに行こうとしたランディはその背に乗せて走った。ギザン将軍はエトゥアールのいななきによって窓の外に目をやり、兵士達に追い返されそうになっていたランディの元に駆け寄り、デュナン家の異変を知らされた。

### コルトー家とその関係者
フランツ・コルトー
ランディとジャン・ジャックの父親で、職業は医者。アフリカで貧しい人達を診ていたが、1932年8月21日に車輌事故で死亡。アニメ第14話「安らぎにさようなら」で絵のみ登場している。
マリエール・コルトー
ランディとジャン・ジャックの母親。優しくて、お菓子作りが得意。ランディにとって「優しい思い出」をくれた人。ジャン・ジャックが死んだものだと思ったまま、1931年に熱病で死去。
ランディのおじ・おば
おばの方が父親の妹にあたるらしいが、性格も外見も全然似ていない。ジュディを金で伯爵に売るなど、欲が深い夫婦で、ランディとジュディが死んだと聞いて勝手に財産を処分し、ランディの父フランツの遺言状を持って出ていった。
ジャンヌおばさん
ランディの近所に住んでいるおばさん。外見が少しランディの母親に似ている。FC版6巻では、おじ夫婦の家にやって来たランディとジャックに、おじ夫婦不在の理由を話した。
テオドール・シュトラッサー
ジャン・ジャックの養父で、ルイーズの夫。ルイーズより15歳年上。反ナチ主義者で小説家。
病院が火事になった時、ルイーズがジャンを連れてきてしまったことに対して必死に両親に返すよう説得するも妻の笑顔に負けて連れ帰ってしまい、ずっと後ろめたさを感じており、ジャンのことも「アルフレード」と呼べない。ジャンの子供ゆえの残酷さとナチスによる迫害に耐え切れず、ルイーズとジャンを捨ててフランスに亡命。そこでマリーと再婚する。フランス・リヨン在住。
ルイーズ・シュトラッサー
ジャン・ジャックの養母だが、ジャン・ジャックは実母だと思っていた。テオドールの前妻。激しくて脆い女性であり死産だった我が子の死を受け入れられなかった。ジャン・ジャックと髪と瞳の色が同じ。
ジャン・ジャックと同じ日に生まれた彼女の子供は死産だったため、火事の中から救い出したジャックを「アルフレードだ」と言い張って返すよう夫がいくら言っても聞かずドイツに連れ帰り育てた。ジャン・ジャックから「母さん」と呼ばれることを非常に嫌い（「母さんと呼ばれると10歳老けこむわ」というセリフがある）、自分のことを「ルイーズ」と呼ばせていた。夫と息子を愛していた普通の主婦だが、ナチに睨まれていた夫を守るため、親衛隊の将校のルドヴィヒとやむなく関係を持つ。それをきっかけに精神を病んで記憶が退行し始め、ジャン・ジャックやテオドールのことも忘れ、最後には16、7歳までのことしか分からなくなっていたというが、テオドールが彼女とジャン・ジャックを置いてフランスへ亡命した1週間後、湖に投身自殺した際、湖岸にはテオドールからの別れの手紙があり、彼女がその内容を理解していたという表記があった。お気に入りの曲はベートーベンのピアノソナタ「月光」。アニメ第17話ではエンマ・シュトラッサーと名前が変わっていて、シルエットでの登場のみだった。
マリー・シュトラッサー
ドイツからフランスへ亡命したテオドールと一緒に生活している。ルイーズとは正反対なタイプで、優しくて穏やかだが芯が強い。花が好きで料理も上手。庭に様々な花が植えてある。フランス・リヨン在住。マドゥレーヌとは友人。
ルイーズ
ジャン・ジャックの近所に住んでいたユダヤ人の少女。ジャン・ジャックの養母ルイーズと同名。ナチの反ユダヤ政策により亡命する。当時はジャン・ジャックのことが好きだったが、1940年冬にパリで再会した際、彼が直前に知り合いの反ナチの活動家を暗殺したことを知り、「地獄に堕ちるといい、人殺し！」と罵って去って行った。ジャン・ジャックは彼女を殺さず見逃した。
ルドヴィッヒ
ナチ親衛隊員。ジャン・ジャックの養母ルイーズとは以前から知り合い。反ナチであるテオドールの命ごいのために、やむなくルイーズが関係をもっていた相手。
シュトラッサー
テオドールの両親。フランス在住で1930年代に死亡、その後家はナチのアジトとなる。

### ジュディとランディの協力者とその関係者
フランツ・アッシェンバッハ
レオンの父親。音楽家。フリードリヒ達の反ナチグループの主催。1932年の襲撃事件でナチに逮捕・投獄され、獄中で死亡している。アニメ版は第6話「赤いバラの旋律」に反ナチ名簿の写真で登場。
エレオノーラ・アッシェンバッハ
レオンの母親。1932年の襲撃事件で、フランツと一緒にナチに捕らえられ獄中で死亡している。白い棚の一番上にあるカップがお気に入りだったという。アニメ版は第6話「赤いバラの旋律」に反ナチ名簿の写真で登場。
ハインリヒ・グラーフ
声 - 鈴置洋孝
レオンの親友で、ナチス親衛隊員。ナチに入る前はピアニスト志望だったが、喧嘩で手の筋を切って弾けなくなっている（ハインリヒが手の筋を切るエピソードは、赤石路代同人誌「碧玉夜想曲」、フラワーコミックス9巻収録の「テンポ・ルバート」にある）。そうした事情もあり、レオンの才能を惜しみ、親衛隊員でありながらその立場を逆に利用し、レオンやジュディたちに協力する。レオンの亡命に協力した折に、総統暗殺の意思を匂わせており、その後、本編終了後に掲載された番外短編、「テンポ・ルバート」にて、総統暗殺未遂事件の犯人として逮捕・処刑されたことが明かされている。
アニメでは、7話でレオンたちをスイスに逃がした後に、19話で再登場。グールモン伯爵が「ギザン将軍暗殺」を企んでいることを知り、ナチに追われていた。パリでジュディとレオンに再会し、ランディ、ロバートを含め5人で阻止行動を取る。伯爵の計画は無事阻止でき、ロバートに安全な所まで送ってもらっている。
ロバート・ルイス
声 - 小滝進
アメリカ人カメラマン。ポーランドへ取材に行く途中、ジュディたちと出会う。この時に写真を撮ってランディに注意される（アニメ第4話ではランディにものすごい剣幕で殴られそうになった）。ポーランドの野戦病院で、ジュディの父フリードリヒ＝ブレンデルに出会う。列車で撮ったジュディの写真がジュディの両親探しの重要な手がかりとなった。アニメ第4話では、アメリカンデイリー紙のカメラマンであり、両親は大火事で死亡したことをジュディとランディに話す。原作では、後にトロンシャンの娘・マドゥレーヌと結婚する。
キャラクターのモデルはロバート・キャパ（口絵コメントより）。
マドゥレーヌ・トロンシャン
初登場は6巻。ミシェル・トロンシャンの長女で、マチルダの異母姉。武器商人である父親に反抗して、反ナチ活動をしていた。パリでタランチュラ暗殺をもくろむが、失敗してケガを負い、ロバートのアパルトマンに転がり込む。そこで留守番のジュディと出会い、スイスに帰国する彼女達のために色々と手配をしてくれた。探していたマチルダがデュナン家にいることを知り、訪ねる。父・トロンシャンがジュディの家にひどいことをしたことを詫びた。その後、ロバートと結婚。夫婦で世界中を飛び歩いている。
リーズル
声 - 佐々木るん
鉄橋爆破事件の時にジュディと同じ列車に乗っていた少女。
列車の廊下で立ち話をしていたジュディ達の話に出ていたアルペンローゼの歌に反応して入ってきた。彼女は5年前、ルツェルンでザルツブルクから来た30代の明るい金髪の男性に、アルペンローゼの歌を教わったという。ランディ行方不明後は、彼女の家が情報と連絡の拠点となっていた。ヨハンと一緒にジュディとレオンがスイスに亡命する手助けをした。
ヨハン
声 - 中原茂
鉄橋爆破事件の時にジュディと同じ列車に乗っていた。リーズルの婚約者。良家のお坊ちゃん。
鉄橋爆破事件に巻き込まれた際、何もしないことをリーズルに責められ、無謀にも爆弾を捨てに行こうとして足を滑らせ、ランディに助けられる。ランディが行方不明になった後は、リーズルと共に情報収集していて、ジュディにランディが見つからなかったことを伝えた。ジュディとレオンがスイスへ亡命する手助けもした。
マリエ・ミュラー
声 - 高橋美紀
鉄橋爆破事件でケガを負ったランディの世話をする少女。ランディのことが好き。原作では18歳前後。フリードリヒの葬儀に父ともに参列した。アニメでは髪の色は緑で、ジュディやランディと同じくらいの14歳前後になっていた。
ミュラー
声 - 石塚運昇
マリエの父親。ランディがケガをしている間は彼の後見人のような立場。フラワーコミックス4巻では、マリエとともにジュディの父・フリードリヒの葬儀に参列していた。
ルドルフ・ルーデンドルフ
フリードリヒの仲間。スイス・チューリヒ在住、反ナチのピアニスト。7年前の飛行機事故以来、フリードリヒの世話をしていた。気難しいがいい人。家族は妻。他に使用人がいる。アニメには未登場。
クララ
声 - 横沢啓子
ハンスの妹。大病を患っていたが、ジュディ達のおかげで完治した。ハンスの死後は施設に入っていたが、その後、デュナン家の養女となりジュディの妹になる。
ハンス
声 - 塩屋翼
ベルンで妹クララと2人で暮らしている少年。野菜の荷運びをしたり、密入国の手引きをしたりしている。ランディと町中でとっくみあいをした。クララの入院費のためにジュディ達をグールモン伯爵に売るが、後で裏切り伯爵に射殺される。
マルタ
声 - 日髙のり子
ベルンに住んでいる花売り少女。街でアルペンローゼの歌を歌ったことから、ジュディ達と知り合う。ジュディにアルペンローゼの歌の作曲者がオーストリア・ザルツブルクにいることを話した。ハンスのことが好き。ランディが重体になった時には、クララと一緒に輸血者を集めるために奔走した。アニメ第14話では、クララと一緒にデュナン家の養女となる。
エバ・フィッシャー
アッシェンバッハ家の隣の家に住んでいる少女。レオンと同い年で、同じ学校に通っていた。当時はピアノを学んでいた。
レオンの才能にコンプレックスを感じていた時、ハインリヒと知り合い、互いに通じるものを感じ取る。
第二次大戦後はソプラノ歌手に転身して成功しており、レオンが指揮するオペラに参加する。顔合わせの折、ハインリヒと知己であることを話し、「私たちは仲間だったんです」と語った後、ハインリヒの死亡を伝え、報道記事を手渡した。
エバの母
エバの母親、アッシェンバッハ家の暮らしぶりをうらやましがっている。

### ジュディとランディに対する敵対者とその関係者
フランソワーズ・ド・グールモン
声 - 吉田理保子
グールモン伯爵夫人。エレーヌに振られた伯爵が結婚した相手。伯爵に追いかけられるジュディたちに影から協力する。伯爵がジュディを追っている間に、伯爵の過去を探し暴く。伯爵を銃で撃ち、自分もピストル自殺する。
ルノー・デュボワ
声 - 上田敏也
グールモン伯爵の手下で、ナチ党員。伯爵の命令によりジュディを追う。フラワーコミックス7巻でジャン＝ジャックに撃たれて死亡。アニメでは死亡せず、第17話で伯爵の前から消え去る。その後、ナチ党での自分の立場復活のため、ジュディとレオンを捕らえようとしていたが、ギザン将軍に妨害されてフランス警察に逮捕されている。
ミシェル・トロンシャン
声 - 池田勝
マドゥレーヌとマチルダの父親。武器商人。バジル＝サハロフの後継者。有能な商人で、各国は彼に頭が上がらない。唯一、彼の手を取らなかったのはギザン将軍だけ。
乗っ取りを目的としてデュナン家に近づく。エレーヌの目が見えないのを利用して、実は存命だったフリードリヒとの再会をエレーヌが拒んでいるように見せかけたり、自分の娘マチルダをエレーヌの娘と偽ったりし、最後はエレーヌの毒殺まで企んだが、ジュディの登場やギザン将軍の介入により失敗、マチルダを捨てて逃走する。第2部で、マドゥレーヌたちがトロンシャンの武器工場へ襲撃した時に工場にいたが、マドゥレーヌたちを見逃した。
マドゥレーヌとマチルダの他にも子供がいる。一番お気に入りなのは、一番好きだった女性との間に生まれたマドゥレーヌ。気の強いところがお気に入りらしい。
マチルダ・トロンシャン
声 - 島津冴子
武器商人ミシェル・トロンシャンの娘。
「偽アリシア」。目の見えないエレーヌのために、祖父母がジュディの代わりに養女として引き取った少女（ジュディとマチルダの声が似ているため）。父親のデュナン家乗っ取り計画に手を貸していて、エレーヌに弱い毒入り紅茶を毎日飲ませていたり、ジュディからランディを奪おうとして色々仕掛けていたが、計画が失敗に終わった時に父親に見捨てられた。フラワーコミックス第8巻で、入っていた施設が誤爆され、再びデュナン家で暮らすようになる。その際エレーヌを「お母様」と呼んでしまって口ごもったが、エレーヌに「無事で良かった」と言われて戸惑っていた。その後は父親の支配から解き放たれ、本来の優しい少女に戻った姿が描かれている。
アンナ
声 - 佐々木優子
デュナン家のメイド。しかし、実はマチルダの手先でジュディを殺そうとしていた。
シュライヤー
声 - 松岡文雄
ナチ党ザルツブルク支部の支部長。所属は親衛隊〔SS〕。音楽に造詣が深い。
ボルマン
声 - 飯塚昭三
ナチ党ザルツブルク副支部長。中年太りの体型。短気で芸術に理解がない。アニメ6話「赤いバラの旋律」でレオンに対して「欲しいのは天才だ、並の音楽家はいらん」と言い放ち、ジュディに紅茶をぶっかけられた。体格は原作より大柄になり、鷹を飼っていた。

### その他の人物
バジル・ザハロフ
FC5巻、マチルダとランディの会話で出てくる名前。マチルダの父ミシェル＝トロンシャンの師匠で武器商人。
アドルフ・ヒトラー
FC第6巻に肖像画で登場。第二次大戦を引き起こした張本人。ナチス・ドイツの指導者。
シャルル・ド・ゴール
名前のみ登場。アニメでは、ギザン将軍と会談予定だった。

## テレビアニメ
『炎のアルペンローゼ ジュディ&ランディ』という題名で、1985年4月6日から同年10月5日までフジテレビ系にて放送された（放送枠は、毎週土曜日18：30-19：00）。全20話。タツノコプロ初の少女漫画原作によるテレビアニメである。
1年間の予定で構成が組まれていたものの、2クールに満たない20回で打ち切りが決まったため、かなり強引な終わり方となった。タツノコプロは創業以来フジテレビと縁が深かったが、本作から2011年放送の『C』までの約25年半もの間、同局では同プロのアニメが一切放送されないという時期が続いた。
そしてこれ以後タツノコ作品は、『昭和アホ草紙あかぬけ一番!』『光の伝説』『ドテラマン』と20話前後の短期間で終わる作品が続発することとなった。

### 声の出演
- ジュディ - 鷹森淑乃
- ランディ・コルトー - 難波圭一
- プランタン、カタリーナ - 勝生真沙子
- レオンハルト・アッシェンバッハ - 井上和彦
- ジョルジュ・ド・グールモン伯爵 - 池田秀一
- フランソワーズ・ド・グールモン伯爵夫人 - 吉田理保子
- ルノー・デュボワ - 上田敏也
- フリードリヒ・ブレンデル - 仲村秀生
- マルタ - 日髙のり子
- ズグ - 稲葉実
- ジド - 西村智博
- ロバート・ルイス - 小滝進
- ナレーター - 堀内賢雄

### スタッフ
- 製作：吉田健二
- 企画：井上明（タツノコプロ）、内間稔（読売広告社）
- シリーズ構成：富田祐弘
- キャラクターデザイン：高田明美
- メカニックデザイン：アンモナイト
- 美術監督：多田喜久子
- 音楽：久石譲
- 制作担当：石川光久
- 文芸担当：庄司菜穂子
- オープニングアニメーション：湖川友謙（原画：大森英敏、恩田尚之）
- プロデューサー：前田和也、遠藤龍之介（以上、フジテレビ）、大野実（読売広告社）、由井正俊
- アシスタントプロデューサー：宮崎繁
- チーフディレクター：うえだひでひと
- 録音ディレクター：清水勝則
- 録音：中村修
- 録音助手：蒲原英一、しばぜん
- 効果：佐々木純一、野口透（アニメサウンドプロダクション）
- 現像：IMAGICA
- 制作協力：読売広告社（ノンクレジット）
- 制作：フジテレビ、タツノコプロ

### 主題歌・挿入歌
音楽が重要なモチーフになっているため、主題歌以外に劇中に登場する『アルペンローゼの歌』『オーストリア交響曲』などが実際に作曲・演奏されCD化されている。
オープニングテーマ - 『夢の翼』
作詞 - 及川恒平 / 作曲・編曲 - 久石譲 / 歌 - コニー
エンディングテーマ - 『やんちゃなエンジェル』
作詞 - 及川恒平 / 作曲 - 長沢ヒロ / 編曲 - 久石譲 / 歌 - コニー
コニーこと石川幸子は、元ザ・ヴィーナスのヴォーカルだった。1984年に発売されたファースト・ソロアルバム『GROOVIN'GROOVIN'』（Conny "Ross" Lane名義）がCD化された際にボーナス・トラックとして追加収録された。
挿入歌
『アルペンローゼの歌』
作詞 - 赤石路代 / 作曲・編曲 - 久石譲 / 歌 - 佐藤ひさら、ジュディ（声優：鷹森淑乃）
原作に登場する『アルペンローゼの歌』とは歌詞が多少異なる。
徳間ジャパン『炎のアルペンローゼvol.2 シンフォニー編』に、歌：佐藤ひさら
徳間ジャパン『炎のアルペンローゼvol.3 メルヘンドラマ編』に、歌：ジュディ（声優：鷹森淑乃）
が収録されている。
『オーストリア交響曲』
作曲 - 藤澤文女（第1楽章）久石譲（第2・3楽章）
「交響曲」というタイトルだが、楽器編成・楽章構成とも原作に従っているため、実際にはピアノ協奏曲のイメージが強い。

### 放映リスト
| 話 | サブタイトル         | 脚本     | 絵コンテ       | 演出       | 作画監督   | 放映日        |
| -- | -------------------- | -------- | -------------- | ---------- | ---------- | ------------- |
| 1  | 愛・激流への序章     | 富田祐弘 | 澤井幸次       | 澤井幸次   | 浜崎博嗣   | 1985年 4月6日 |
| 2  | 光の中の天使         | 富田祐弘 | 貞光紳也       | 貞光紳也   | 佐久間信計 | 4月13日       |
| 3  | 汽笛は死を越えて     | 柳川茂   | 義野利幸       | 義野利幸   | 鄭雨英     | 5月4日        |
| 4  | 秒きざみのワナ       | 中弘子   | 広瀬ちえこ     | 茂木智里   | 林隆文     | 5月18日       |
| 5  | 過去を秘めた花園     | 富田祐弘 | 貞光紳也       | 貞光紳也   | 西城隆詞   | 5月25日       |
| 6  | 赤いバラの旋律       | 富田祐弘 | 義野利幸       | 澤井幸次   | 浜崎博嗣   | 6月1日        |
| 7  | 響け! 祖国の空へ     | 富田祐弘 | うえだひでひと | 小林哲也   | 佐久間信計 | 6月15日       |
| 8  | 華麗なる逃亡者       | 中弘子   | 上村修         | 上村修     | 林隆文     | 6月22日       |
| 9  | 剣の騎士ランディ     | 柳川茂   | 貞光紳也       | 貞光紳也   | 水村十司   | 6月29日       |
| 10 | 記憶は別れの朝に     | 富田祐弘 | 澤井幸次       | 茂木智里   | 鄭雨英     | 7月13日       |
| 11 | 燃えつきた野望       | 富田祐弘 | 義野利幸       | 小林哲也   | 浜崎博嗣   | 7月27日       |
| 12 | 二人のアリシア!?     | 中弘子   | 澤井幸次       | 澤井幸次   | 井口忠一   | 8月3日        |
| 13 | 聞かせてよ愛の歌     | 中弘子   | 石山タカ明     | 石山タカ明 | 林隆文     | 8月10日       |
| 14 | 安らぎにさようなら   | 柳川茂   | 貞光紳也       | 貞光紳也   | 西城隆詞   | 8月24日       |
| 15 | ひとりぽっちのピアノ | 中弘子   | 貞光紳也       | 茂木智里   | 浜崎博嗣   | 8月31日       |
| 16 | 逃がし屋ハンス       | 柳川茂   | 上村修         | 上村修     | 林隆文     | 9月7日        |
| 17 | パリの殺人鬼         | 富田祐弘 | 貞光紳也       | 貞光紳也   | 浜崎博嗣   | 9月14日       |
| 18 | 愛の歌が霧の中に     | 柳川茂   | 貞光紳也       | 茂木智里   | 恩田尚之   | 9月21日       |
| 19 | 自由に向けられた銃口 | 中弘子   | 石山タカ明     | 石山タカ明 | 林隆文     | 9月28日       |
| 20 | 夢のつばさを広げて   | 富田祐弘 | 澤井幸次       | 澤井幸次   | 西城隆詞   | 10月5日       |

### ネット局
本放送時点の系列は、特筆の無い限り全てフジテレビ系列フルネット局。放送日時は個別に出典が掲示されているものを除き、1985年9月中旬 - 10月上旬時点のものとする。
| ネット状況 | 放送時間           | 放送局         | 対象地域   | 備考                                                   |
| ---------- | ------------------ | -------------- | ---------- | ------------------------------------------------------ |
| 同時ネット | 土曜 18:30 - 19:00 | フジテレビ     | 関東広域圏 | 制作局                                                 |
|            |                    | 北海道文化放送 | 北海道     |                                                        |
|            |                    | 新潟総合テレビ | 新潟県     | 現・NST新潟総合テレビ                                  |
|            |                    | 福井テレビ     | 福井県     |                                                        |
|            |                    | 長野放送       | 長野県     |                                                        |
|            |                    | テレビ静岡     | 静岡県     | 9月28日で打ち切り                                      |
|            |                    | 東海テレビ     | 中京広域圏 |                                                        |
|            |                    | 関西テレビ     | 近畿広域圏 |                                                        |
|            |                    | テレビ新広島   | 広島県     |                                                        |
|            |                    | テレビ西日本   | 福岡県     |                                                        |
| 遅れネット | 水曜 16:50 - 17:20 | 富山テレビ     | 富山県     | 1985年7月24日から同年12月18日まで放送                  |
|            | 木曜 17:30 - 18:00 | テレビ熊本     | 熊本県     | 放送当時はフジテレビ系列・テレビ朝日系列のクロスネット |

フジテレビの土曜夕方6時台後半枠が前番組の『よろしくメカドック』から基幹局を中心とした地域限定スポンサードネットとなり、事実上のローカルセールス枠に転換した為、系列局であっても本作を放送しなかった局が多く発生し、ごく一部の地域では遅れネットでの放送となった。また、『メカドック』及び本番組を放送せず、後番組の『ゲゲゲの鬼太郎（アニメ第3作）』からネットを再開した局もあった（番組販売扱いの遅れネットを含む）。
当時テレビ朝日系列とのクロスネット局だった秋田テレビ（AKT）が発行したアニメカレンダーに本作が掲載されていたが、同局では本枠では『パンチDEデート』（関西テレビ制作）の遅れネットを編成しており、結局放送はなかった。なお、当時『メカドック』と『鬼太郎』以後は遅れネットを実施した。

### 商品化
EMOTIONから総集編ビデオが上下巻（セピア色の迷路/ラブミーロードをかけて）でリリースされて以降、永らくイタリア「YAMATO VIDEO 社」より発売のイタリア正規版 （日本語音声、イタリア語音声、イタリア語字幕（ON/OFF可）映像方式：PAL リージョンコード 2 、全20話 5枚組 DVD-BOX）以外には、一切の国産ディスクメディア・パッケージソフトウェアが発売されずにいた本作品だが、フロンティアワークスより、2016年12月7日に「炎のアルペンローゼ ジュディ＆ランディ」メモリアルBlu-rayの発売された。

## 書誌情報
- 赤石路代『アルペンローゼ』 全9巻（小学館フラワーコミックス 1983年～1986年）
- 赤石路代『碧玉夜想曲（エメラルドノクターン）』（同人誌 赤石路代公認FC「JOKER」1997年12月発行）